# Per niente stanca
Per niente stanca è il primo album raccolta ufficiale della cantante Carmen Consoli, pubblicato il 16 novembre 2010.

## Descrizione
Il doppio CD è stato anticipato dal singolo Guarda l'alba e contiene un altro inedito, AAA Cercasi, estratto come secondo singolo.

## Tracce
Testi e musiche di Carmen Consoli, eccetto dove indicato.

### CD 1
1. Guarda l'alba – 3:33 (Carmen Consoli, Tiziano Ferro)
2. Fiori d'arancio – 3:36
3. L'ultimo bacio – 3:25
4. Mio zio – 3:16
5. Eco di sirene – 4:45
6. Blunotte – 4:05
7. Bésame Giuda – 3:44
8. Besame mucho – 0:33 (Consuelo Velazquez)
9. Maria Catena – 4:16
10. In bianco e nero – 3:36
11. Tutto l'universo obbedisce all'amore (Versione Consoli) (feat. Franco Battiato) – 3:27 (Manlio Sgalambro, Franco Battiato)
12. Mandaci una cartolina – 3:39 (Carmen Consoli, Massimo Roccaforte)
13. Questa notte una lucciola illumina la mia finestra – 2:49
14. Un sorso in più – 3:56
15. Il pendio dell'abbandono (feat. Goran Bregović) – 3:18 (Carmen Consoli, Goran Bregović)
16. Non molto lontano da qui – 3:46
17. Puramente casuale – 3:42
18. L'eccezione – 3:12
19. Tutto su Eva – 6:10
20. Can't Get You Out of My Head – 3:24 (Cathy Dennis, Rob Davis)

Durata totale: 72:12

### CD 2
1. AAA Cercasi – 3:40 (Carmen Consoli, Mauro Lusini)
2. Parole di burro – 4:04
3. Contessa miseria – 3:50
4. Quello che sento – 3:40
5. Pioggia d'aprile – 3:23
6. Senza farsi male – 3:31 (Fabio Abate)
7. Matilde odiava i gatti – 3:23
8. Confusa e felice – 3:39
9. Madre terra (feat. Angelique Kidjo) – 3:55 (Angélique Kidjo, Carmen Consoli)
10. Amore di plastica – 4:07 (Carmen Consoli, Mario Venuti)
11. Anna Magnani (Versione Consoli) – 4:07 (Vincenzo Cerami, Carmen Consoli)
12. Venere – 3:54
13. Quattordici luglio – 5:16
14. 'A finestra – 4:48
15. Lingua a sonagli – 2:42
16. Bonsai #2 – 0:59
17. Orfeo – 4:15
18. Signor Tentenna – 4:33
19. Fino all'ultimo – 5:05
20. Je suis venue te dire que je m'en vais – 2:54 (Serge Gainsbourg)

Durata totale: 75:45
Bonus tracks incluse solo nella versione scaricabile da iTunes
1. Per niente stanca (live 2008) – 4:28
2. White Christmas – 2:33 (Irving Berlin)

## Formazione
- Carmen Consoli – voce, chitarra acustica, basso
- Santi Pulvirenti – chitarra elettrica
- Puccio Castrogiovanni – fisarmonica
- Andrea Pesce – pianoforte, solina, sintetizzatore
- Puccio Panettieri – batteria
- Massimo Roccaforte – chitarra elettrica, banjo, mandolino
- Marco Siniscalco – basso
- Leif Searcy – batteria
- Adriano Murania – viola, violino
- Enrico Luca – flauto